# Urocentridae
Famille
Les Urocentridae sont une famille de Ciliés de la classe des Oligohymenophorea et de l’ordre des Hymenostomatida.

## Étymologie
Le nom de la famille vient du genre type Urocentrum, composé du préfixe uro, qui fait allusion à une queue, et du suffixe centrum, « centre», en référence, selon Ehrenberg, au « poinçon en forme de queue » qui caractérise ce cilié.

## Description
Selon Lynn, les Urocentridae ont les caractéristiques de l’ordre de Urocentrida (ou Urocentrina) Jankowski, 1980 — ordre que ne reconnaît pas GBIF, mais que reconnait Taxonomicon — à savoir : une taille moyenne (80 à 200 μm). Une forme, courte et cylindrique, avec une moitié antérieure plus grande et arrondie. Ils nagent librement, mais peuvent être temporairement attachés à un substrat par un fil muqueux. Leur ciliation somatique consiste en une ceinture équatoriale distincte ; les cils caudaux, forment une touffe bien visible qui est utilisée pour la fixation temporaire aux substrats par un fil muqueux ; les kinétides somatiques sont uniquement sous forme de monokinétidés avec un large ruban transversal tangentiel. Ils comportes des extrusomes somatiques sous forme de mucocystes. Ils n’ont pas de zone pré-orale déprimée. La région orale est équatoriale à subéquatoriale ; les structures buccales sont en position parorale le long de la marge droite de l'ouverture buccale et on observe trois polykinétides oraux, de trois rangées de cils chacun, le long de la paroi dorsale gauche. Leur macronoyau est en forme de bande. Un micronoyau est présent. Ils n’ont qu’une seule vacuole contractile et plusieurs canaux collecteurs. Ils se nourrissent de bactéries et de petits protistes.

## Habitat et répartition
Les Urocentridae vivent en eau douce, généralement dans les étangs au sein desquels ils se fixent au substrat où ils tournent au bout de leur fil muqueux.

## Liste des genres
Selon GBIF (20 novembre 2023) :
- Authadias Gistl, 1848
- Urocentrum Nitzsch, 1827 genre type
  - Genres synonymes : Calceolus, Cercaria, Peridinium, Peridinopsis, Turbinella
  - Espèce type : Urocentrum turbo (Müller, 1786) Nitzsch, 1827

## Systématique
Le nom correct de ce taxon est Urocentridae Claparède & Lachmann, 1858.